# Шпажник тонкий
Шпа́жник то́нкий, или Гладио́лус тонкий (лат. Gladíolus ténuis) — многолетнее травянистое растение; вид рода Шпажник (Gladiolus) семейства Ирисовые (Iridaceae).

## Ботаническое описание
Травянистый вегетативно неподвижный клубнелуковичный поликарпик. Высота 40—70 см.
Клубнелуковицы яйцевидные, одеты сетчатоволокнистыми влагалищами, двойные, нижний клубень более крупный.
Стебли внизу с двумя чешуевидными листьями, двумя — тремя листьями с хорошо развитой пластинкой, наиболее широкие из которых обычно 1—2 см шириной, и двумя прицветниками, сильно уменьшенными, часто чешуевидными, на верхушке постепенно заострёнными.
Колосья односторонние, с 2—12 относительно сближенными цветками; членики оси колосьев обычно 1—2 см длиной. Прицветники ланцетные, в два раза короче цветков. Околоцветники розовые или пурпуровофиолетовые, 2,5—3,5 см длиной, с сильно изогнутой трубкой, доли его почти одинаковые, обратнояйцевидно-овальные, туповатые, с узкими ноготками, все сходящиеся.
Коробочка обратнояйцевидная, тупотрёхгранная, 8—10 мм длины. Семена узкокрылатые.

## Распространение и местообитание
Общий ареал: Европа — Восточная (южная часть, горный Крым), Кавказ, Средняя Азия. Россия — Северный Кавказ (Ставропольский край), Карачаево-Черкесская республика, Краснодарский край; указывается для Центрального и Восточного Кавказа.
Лимитирующие факторы — мелиорация лугов, перевыпас скота, ранние сроки сенокошения, сбор растений на букеты.

## Образ жизни
Произрастает на влажных лугах в поймах и на надпойменных террасах, в сыроватых, нередко солонцеватых понижениях между бугристыми песками в песчаных массивах, по склонам и днищам балок в местах близкого залегания грунтовых вод. Отмечен на высоте до 1200 м над у. м.
Цветёт в мае, плодоносит в августе. Энтомофил. Размножение семенное и вегетативное — дочерними луковичками, развивающимися у основания материнской. Клубнелуковица ежегодно замещается. Семена прорастают зимой, осенью и весной. Длительность жизни монокарпического побега 23 месяца. Мезофит, сциогелиофит.

## Охранный статус

### В России
В России вид входит в многие Красные книги субъектов Российской Федерации: Белгородской, Волгоградской, Воронежской, Курской, Пензенской, Ростовской и Саратовской областей, а также республик Адыгея, Башкортостан, Татарстан и Чечня, и Краснодарский край. Растёт на территории нескольких особо охраняемых природных территорий России.

### В Украине
Входит в Красную книгу Украины, охраняется в отделениях «Михайловская целина» и «Каменные Могилы» Украинского степного заповедника, «Стрельцовская степь» и «Провальская степь» Луганского заповедника, Крымском заповеднике, НПП «Святые горы», ряде заказников и памятников природы общегосударственного и местного значения.